# Parafia Świętych Piotra i Pawła w Maracay
Parafia Świętych Piotra i Pawła – prawosławna parafia w Maracay, należąca do eparchii południowoamerykańskiej Rosyjskiego Kościoła Prawosławnego poza granicami Rosji.
Językiem liturgicznym parafii jest cerkiewnosłowiański.